# Hymont
Hymont ([fiˈmɔ̃] ⓘ, 1793 noch mit der Schreibweise Himont) ist eine französische Gemeinde mit 488 Einwohnern (Stand: 1. Januar 2022) im Département Vosges in der Region Grand Est (bis 2015 Lothringen). Sie gehört zum Arrondissement Neufchâteau (bis 2024 Épinal) und ist Mitglied im Gemeindeverband Communauté de communes de Mirecourt Dompaire. Die Bewohner werden Hymontais und Hymontaises genannt.

## Geografie

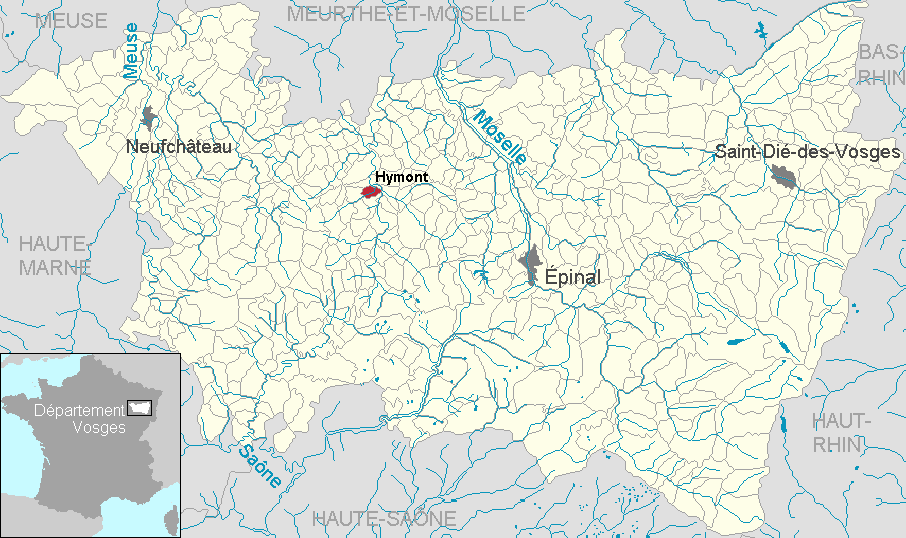
Lage der Gemeinde Hymont im Département Vosges

Die Gemeinde Hymont liegt etwa 55 Kilometer südlich von Nancy, 30 Kilometer nordwestlich von Épinal und 18 Kilometer nordöstlich von Vittel. Die nächstgelegene Kleinstadt Mirecourt ist fünf Kilometer von Hymont entfernt.
Durch Hymont fließt die etwa zehn Kilometer lange Saule, die im nordöstlichen Gemeindegebiet in den Mosel-Zufluss Madon mündet, der einen Teil der nördlichen sowie die östliche Gemeindegrenze bildet. Das muldenförmige, 200 Meter breite Tal der Saule weitet sich in Hymont. Westlich des Ortes steigt das Gelände um 60 Meter auf ein ausgedehntes Plateau an. Im Nordwesten hat die Gemeinde einen ca. 60 Hektar umfassenden Anteil an einem Waldgebiet. Der größte Teil des Gemeindeareals besteht aus landwirtschaftlichen Nutzflächen, die bis an das Ufer des mäandrierenden Madon heranreichen. Das bebaute Gebiet ist geschlossen und orientiert sich an zwei Siedlungsachsen, die sich x-förmig kreuzen.
Nachbargemeinden von Hymont sind Mattaincourt im Norden, Velotte-et-Tatignécourt im Osten, Valleroy-aux-Saules im Süden sowie Bazoilles-et-Ménil im Westen.

## Geschichte
Hymont lag an der Römerstraße, die von Langres über Metz nach Straßburg führte. Der Name des Ortes, der wahrscheinlich von einem Franken namens Hindonis abstammt, tauchte erstmals 1247 in einer Besitzurkunde der Herzöge von Lothringen auf.
Der 1847 heiliggesprochene Pierre Fourier aus der Nachbargemeinde Mattaincourt predigte oft in Hymont, wo er die hier lebende Alix Le Clerc traf, die mit Fouriers Hilfe 1597 die Kongregation der Augustiner-Chorfrauen zur Erziehung von Mädchen gründete.
Das Dorf Hymont war wie die umliegenden Orte Mattaincourt und Mirecourt bis zur Mitte des 20. Jahrhunderts überregional bekannt für feine Bettwäsche und Spitzen.

### Bevölkerungsentwicklung
| Jahr      | 1962 | 1968 | 1975 | 1982 | 1990 | 1999 | 2010 | 2021 |
| Einwohner | 360  | 362  | 618  | 611  | 637  | 553  | 480  | 487  |

Im Jahr 1800 wurde mit 169 Bewohnern die bisher niedrigste Einwohnerzahl ermittelt. Die Zahlen basieren auf den Daten von cassini.ehess und INSEE.

## Sehenswürdigkeiten
- Kirche Saint-Jean-Baptiste, in neugotischem Stil im 19. Jahrhundert errichtet
- Gefallenendenkmal

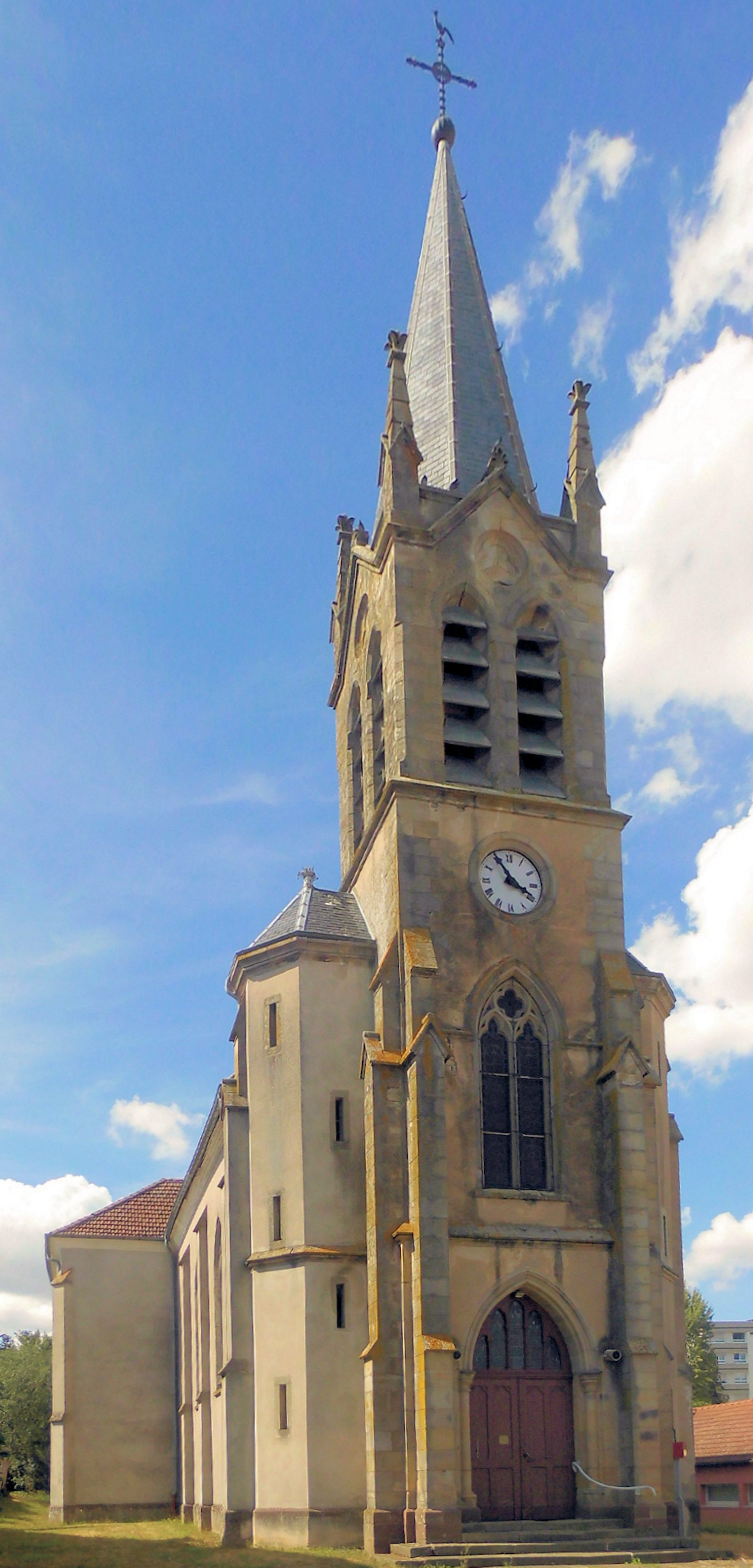
Kirche Saint-Jean-Baptiste
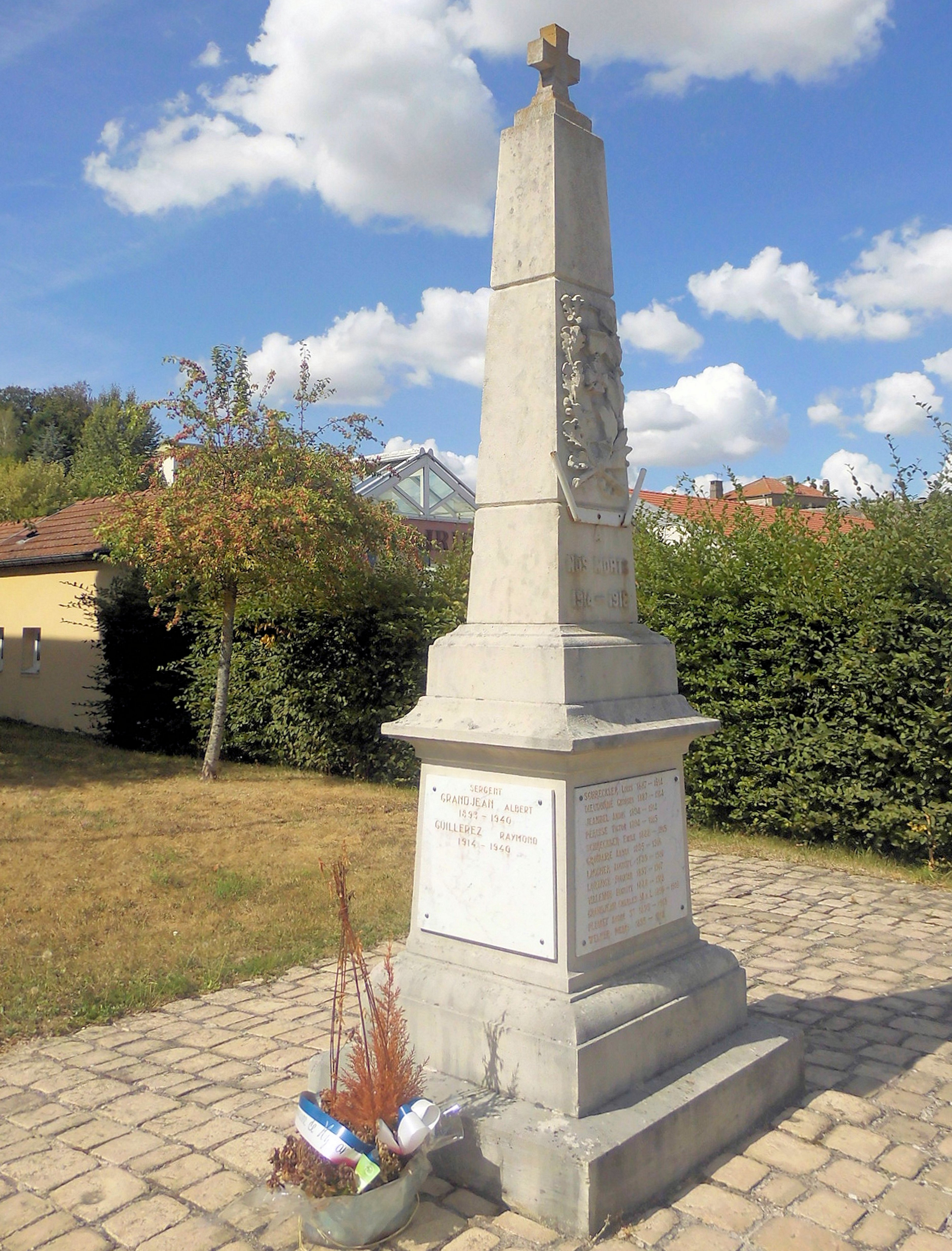
Gefallenendenkmal

## Wirtschaft und Infrastruktur
Ein Teil der Einwohner lebt von der Landwirtschaft oder ist in kleinen Handwerks- und Handelsbetrieben beschäftigt. Größter Arbeitgeber im Ort ist ein holzverarbeitendes Unternehmen, das Möbel, aber auch Weinfässer herstellt.
Durch Hymont führt die Fernstraße D 426 von Mirecourt nach Vittel. Von dieser Straße zweigt in Hymont die D 4 nach Bains-les-Bains ab. In der Nachbargemeinde Mattaincourt besteht Anschluss an die überregionale D 166 (Épinal-Neufchâteau). Der Haltepunkt Hymont-Mattaincourt ist Endpunkt der Bahnstrecke Merrey–Hymont-Mattaincourt.

## Belege
1. ↑  Ortsname auf cassini.ehess.fr
2. ↑   Hymont auf vosges-archives.com (Memento des Originals vom 21. Januar 2016 im Internet Archive)  Info: Der Archivlink wurde automatisch eingesetzt und noch nicht geprüft. Bitte prüfe Original- und Archivlink gemäß Anleitung und entferne dann diesen Hinweis., PDF-Datei, französisch
3. ↑  Hymont auf cassini.ehess
4. ↑  Hymont auf INSEE
5. ↑  Unternehmen auf annuaire-mairie.fr (französisch)